# 최정민 (1930년)
최정민(崔貞敏, 1930년 8월 30일 ~ 1983년 12월 8일)은 평안남도 대동군 출신으로 1950년대에 대한민국 국가대표팀 등으로 활약한 전직 축구 선수 출신의 스포츠인이었다.

## 선수 시절
평안남도 대동군에서 출생하여 한때 일가족과 함께 평안남도 강동군에서 잠시 유아기를 보낸 적이 있는 최정민은 그 후 1932년 3살 때 일가족과 함께 평양으로 이사한 이후 그 곳에서 성장했고 평양종로초등학교와 평양고등보통학교를 졸업한 뒤 평양체신전문학교 중퇴 시절을 거치며 축구 선수로 이름을 알리기 시작했다.
그리고 1·4 후퇴 당시 월남한 이후 육군 특무부대 축구단 등에서 활동했으며 김용식 감독에 의해 국가대표팀에 발탁되어 1954년 FIFA 월드컵 본선에도 출전하는 등 활약들을 이어나갔다.
비록 178cm의 거구였지만 날렵한 드리블과 강력한 슈팅으로 팬들의 인기를 한몸에 받은 최정민은 이러한 장점들을 바탕으로 1956년 AFC 아시안컵, 1960년 AFC 아시안컵에서 대한민국의 2회 연속 아시안컵 우승을 이끌었고 1954년 아시안 게임과 1958년 아시안 게임에서도 통산 5골을 뽑아내며 팀에 2회 연속 아시안 게임 은메달을 안기면서 '아시아의 황금 다리'라는 별칭을 얻었다.

## 은퇴 이후
선수 은퇴 후 1966년부터 1969년까지 양지 축구단의 창단 감독을 역임하는동안 1967년 메르데카 국제축구대회 우승, 1969년 AFC 챔피언스리그 준우승을 이끌었고 1977년에는 잠시 대한민국 축구 국가대표팀을 맡기도 하였으며 이후 1983년 12월 고려대병원에서 지병으로 향년 53세에 숨졌다.